# Louisburgh
Louisburgh (Cluain Cearbán in gaelico irlandese) è un piccolo ma importante villaggio nel angolo sud-occidentale della Baia di Clew, nel Mayo. Si ritiene sia il luogo di nascita di Grace O'Malley, della quale ospita oggi un'Interpretive Centre,
Oltre ad essere molto vicina alle foreste di Delphi e Old Head, la caratteristica principale geografica del posto è l'incredibile varietà di catene montuose che circondano la località, precisamente Croagh Patrick ad est, gli Sheaffrey e il Mweelrea a sud; l'Oceano Atlantico ad ovest e la Baia di Clew a nord chiudono un paesaggio selvaggio e spettacolare. Originariamente fu un paese pianificato prima di essere costruito, ed ancora oggi conserva alcune caratteristiche ottocentesche di stile e proporzioni.
Louisburgh è costruita sul fiume Bunowen, parte del quale è un importante punto di pesca del salmone. È questa caratteristica che attira visitatori, assieme al vicino molo di Roonagh Pier, circa a 6 km, punto d'imbarco dei traghetti per Clare Island e Inishturk. Ogni anno si tiene un festival della musica tradizionale, il Louisburgh Féile Chois Cuain.

## Galleria d'immagini

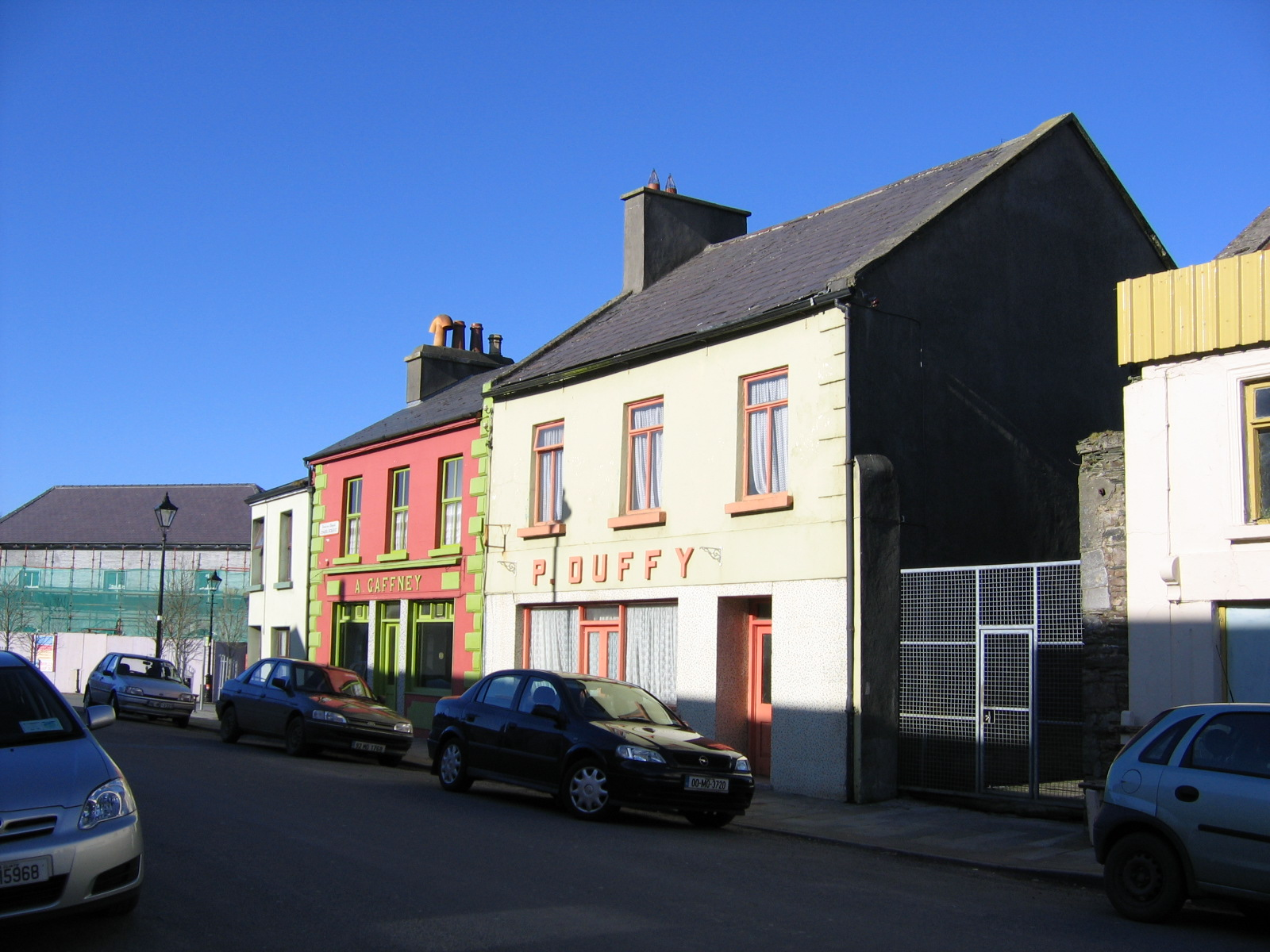
Scorcio tipico
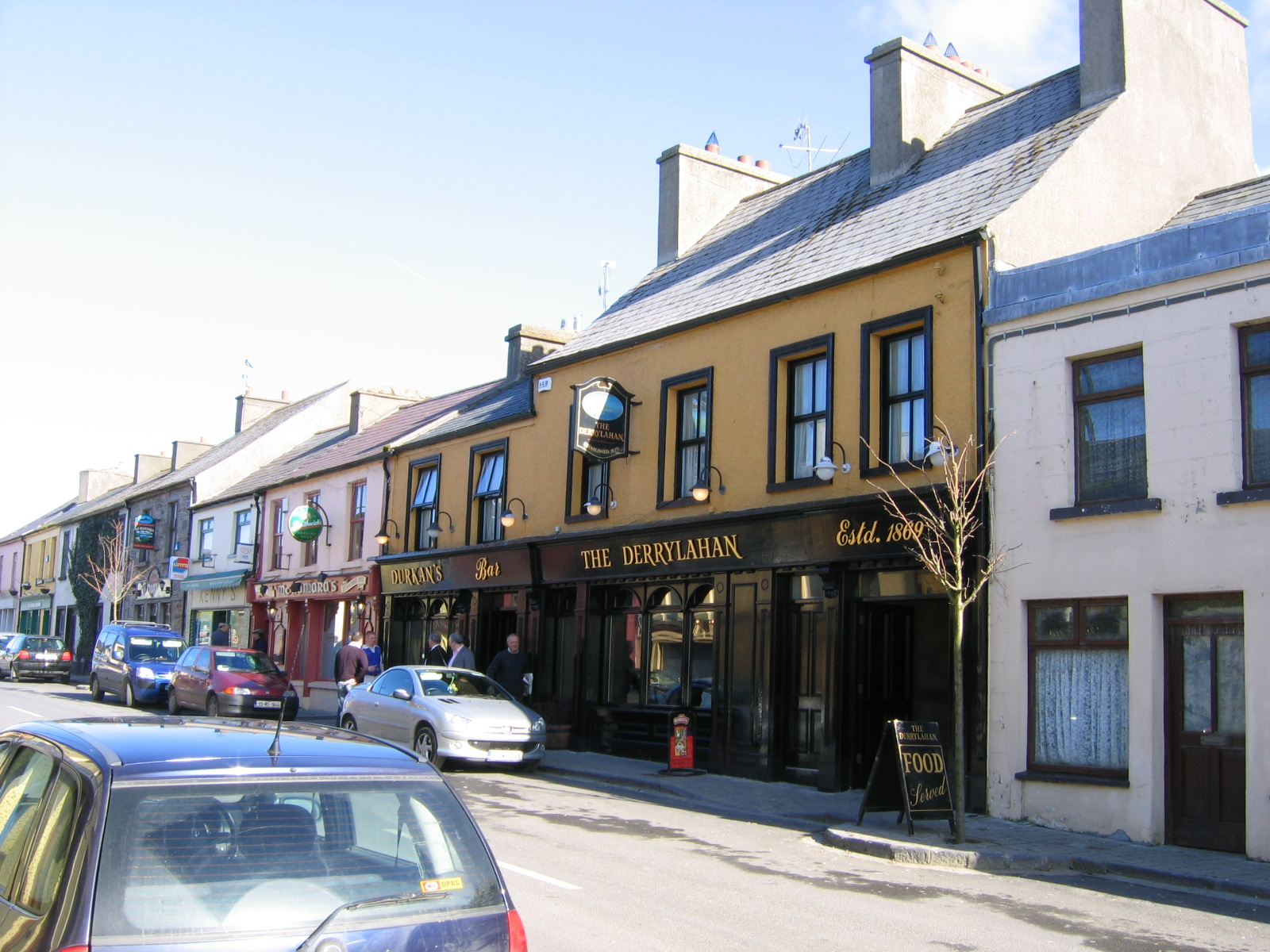
Locali tipici
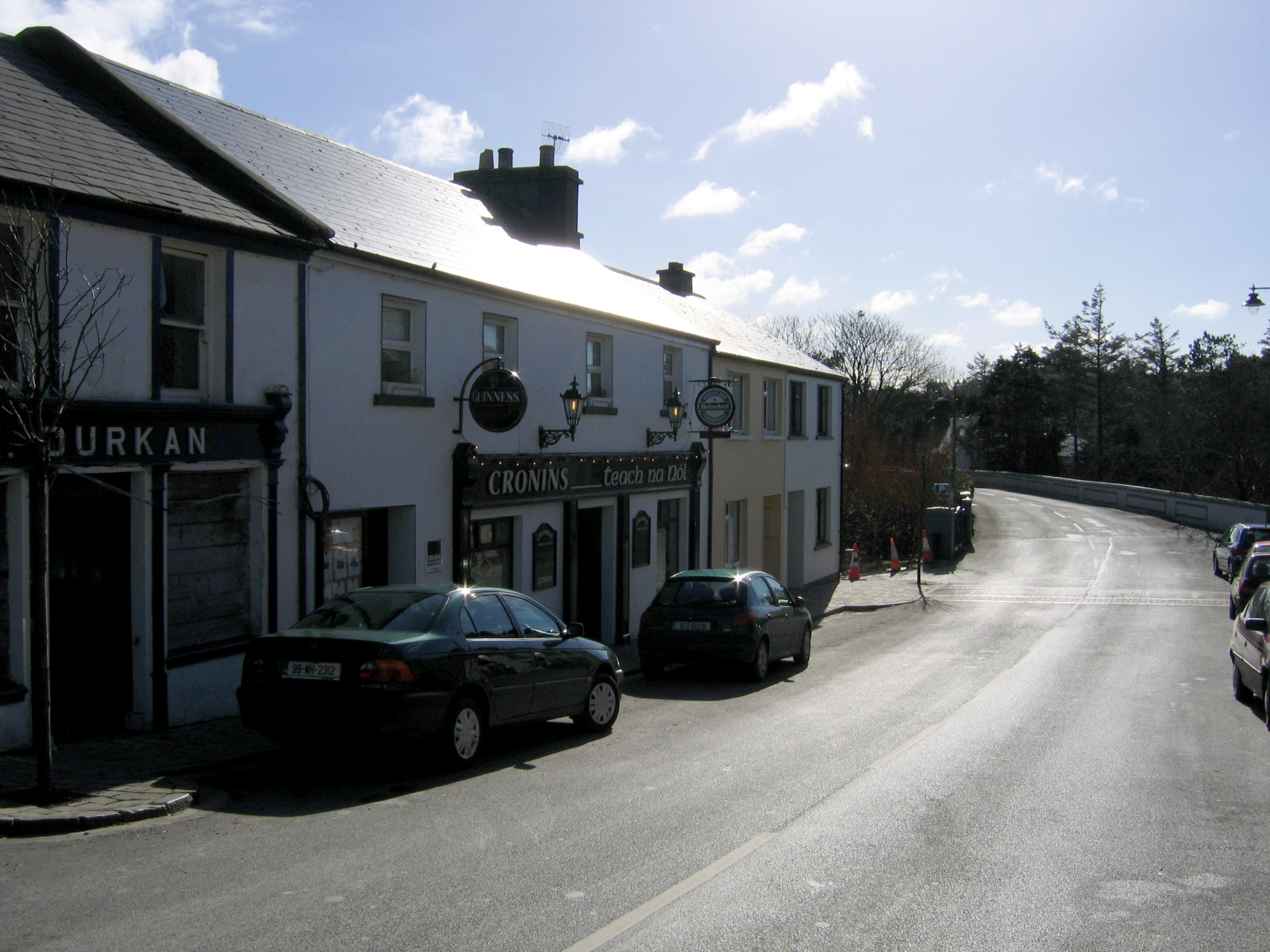
Altro scorcio
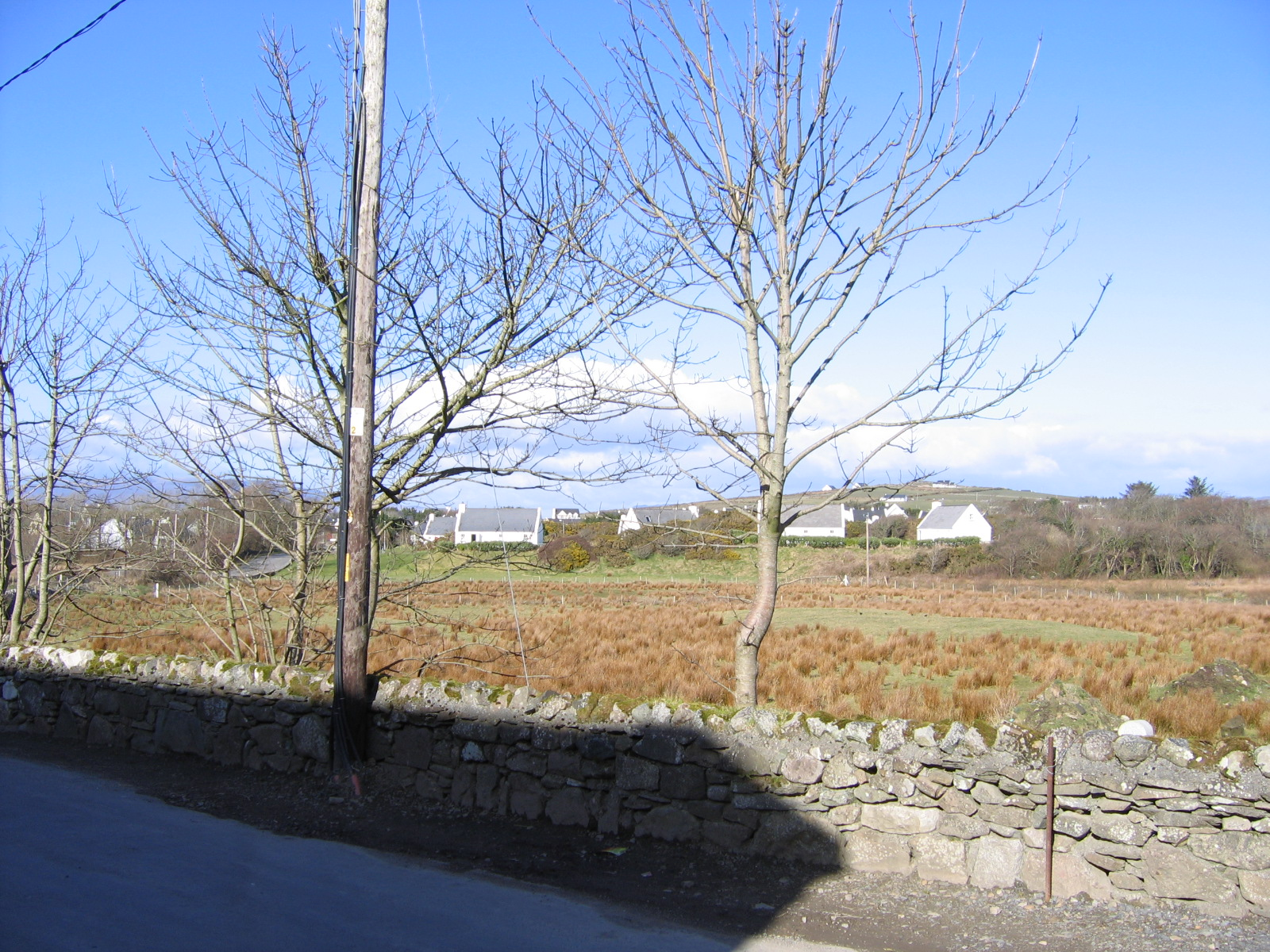
Zona rurale